# Africactenus pococki
Africactenus pococki är en spindelart som beskrevs av Keith Hyatt 1954. Africactenus pococki ingår i släktet Africactenus och familjen Ctenidae. Inga underarter finns listade i Catalogue of Life.